# اوراکل جانکشن (آریزونا)
اوراکل جانکشن (به انگلیسی: Oracle Junction) یک منطقهٔ مسکونی در ایالات متحده آمریکا است که در آریزونا واقع شده است. اوراکل جانکشن ۱٬۰۱۲ متر بالاتر از سطح دریا واقع شده است.